# Альтернативные корневые серверы DNS
Сеть Интернет использует систему DNS для связи между доменными именами и их IP-адресами, а также другой информацией. Наивысшее место в иерархии доменной системы занимают корневые DNS-серверы, управляющие доменами верхнего уровня, которые являются частью всех доменных имён сети Интернет. Официальные корневые серверы DNS администрируются ICANN. В дополнение к ним, различные организации управляют альтернативными корневыми DNS-серверами. Альтернативные системы доменных имён используют собственные DNS-серверы и управляют пространствами имён, состоящими из собственных доменов верхнего уровня.
Совет по архитектуре Интернета высказался категорически против альтернативных корневых серверов в RFC 2826.

## Список альтернативных корневых DNS-серверов

### Активные
- Chaos Computer Club DNS — (анонимность)
  - Совместима с основной иерархией ICANN, но расположена в Германии и США.
  - Против цензуры.
- OpenNIC — (анонимность + домены)
  - .bit
  - .bbs
  - .chan
  - .dyn
  - .free — строго некоммерческий Интернет, поддержка проверенных адресов и безопасные протоколы
  - .fur — фанаты фурри
  - .geek — всё, что относится к гикам (geeks)
  - .gopher — сайты, использующие протокол Gopher
  - .glue — администрирование корневого сервера
  - .indy — независимые новости
  - .neo
  - .null — различные некоммерческие индивидуальные сайты
  - .oss — ПО с открытым исходным кодом
  - .oz — (австралийские страницы) не обязательно указывать место проживания при внесении в реестр
  - .parody — пародии
  - .pirate — созданный в ответ на интернет-цензуры
- Open Root Server Confederation — (в зависимости от ICANN)
  - Имеет слишком большую зону, чтобы приводить её здесь
- Open Root Server Network — (за независимость от ICANN)
  - Совместима с основной иерархией ICANN, но расположена в Европе.
  - Создан, чтобы обеспечить независимость Интернета от ICANN.
  - Был запущен снова с июня 2013 (публикация файлов Сноудена).
  - ORSN не ориентированы на получение прибыли и не расширил свой корневой зоны с помощью дополнительных доменов верхнего уровня.

### Домены верхнего уровня
- Cesidian Root Alternate Link / The Casedian Root — (находится в конфликте с другими ДВУ)
  - .baron
  - .bu
  - .cw
  - .free
  - .dewa
  - .island
  - .ku
  - .lad
  - .oca
  - .pd
  - .pic
  - .pirates
  - .pnu
  - .pp
  - .ta
  - .wild
- dotBERLIN — домен верхнего уровня .berlin.
  - .berlin
- dot.love «единственный альтернативный корень» — компания основана частично на идеях Dr. Masaru Emoto (см. What the Bleep Do We Know?). The Dot Love Project хочет распространить больше любви в пространстве альтернативных корневых серверов DNS
  - .love
  - .thanks
  - .joy
  - .peace
  - .patience
  - .kind / .kindness
  - .gentle
  - .faith
  - .self
  - .zen
  - .spirit
  - .wise
  - .truth
  - и другие
- EmerCoin Децентрализованый DNS проекта Веб-сайт проекта EmerCoin. Доменные запросы разрешаются либо в локальном кошельке, либо через систему альтернативных DNS-серверов проекта OpenNIC
  - .coin
  - .lib
  - .emc
  - .bazar
- GNU Name System (GNS)[1]
  - .gnu
- Namecoin P2P DNS
  - Вики проекта NameCoin (недоступная ссылка)
  - .bit
- UnifiedRoot
  - Эффективно захватывает  любые существующие TLD, по 50000 евро за первый год использования (12.500 евро за каждый последующий)
  - См. UnifiedRoot
  - .yourbrand
  - .Москва
  - .上海市
  - .दिरेक्टोरी
  - دبي.

### Остановленные
- AlterNIC (остановил свою работу в 1997)
  - .exp
  - .llc
  - .lnx
  - .ltd
  - .med
  - .nic
  - .noc
  - .porn
  - .xxx
- eDNS (остановил свою работу в 1998)
  - .biz — Общекоммерческие
  - .corp — Корпоративные
  - .fam — Семейные
  - .k12 — Для и о детях
  - .npo — Non-profit организации
  - .per — Персональные доменные сервисы
  - .web — Веб-сайты
- Iperdome (до 1999)
  - .per — Персональные доменные сервисы
  - см. the announcement
  - позже добавились:
    - .biz — Общекоммерческие
    - .corp — Корпоративные
    - .gay — Для и о сообществе геев
    - .k12 — для и о детях
    - .npo — Non-profit организации
    - .pol — Польские организации
    - .web — Веб-сайты
- New.Net Новая сеть (до 2004)
  - .GMBH
  - .INC
  - .LLC
  - .LLP
  - .LTD
  - .SOC
  - .shop
  - .travel — конфликтует с уже принятой зоной ICANN
  - .tech
  - .kids
  - .love — *the dot love company remains a genuine and unique proposal for «.love» for submission to ICANN as an sTLD
  - .church
  - .game
  - .mp3
  - .med
  - .xxx — конфликтует с уже принятой зоной
  - .club
  - .inc
  - .law
  - .family
  - .sport
- Pacific Root (множество доменов верхнего уровня)
  - Это был единственный Корневой DNS-сервер работает в западной части Тихого океана до января 2002 года.
  - .ais
  - .bio
  - .cal
  - .ind
  - .job
  - .lib
  - .npo
  - .ppp
  - .sat
  - .www
  - .biz
  - .etc
  - .men
  - .ngo
  - .not